# Kinh tế Việt Nam thời Bắc thuộc lần thứ hai
Kinh tế Việt Nam thời Bắc thuộc lần 2 có cơ cấu gồm các lĩnh vực: nông nghiệp, thủ công nghiệp và thương mại.
Từ đầu công nguyên, ngoài những nghề truyền thống nông nghiệp, ngành tiểu thủ công nghiệp đã phát triển thêm một bước. Điều đó tạo cơ sở cho hoạt động thương mại phát triển, với vai trò tác động khá lớn của những người Hoa sang Việt Nam trong thời kỳ Bắc thuộc lần 2.

## Nông nghiệp
Theo sử sách của Trung Quốc, thái thú quận Cửu Chân nhà Hán là Nhâm Diên có công dạy người Việt bản địa đúc dụng cụ cày bừa bằng sắt. Đồ sắt phát triển giúp cho năng suất trồng trọt tăng nhanh và đời sống tương đối no đủ. Ngoài công cụ, các công trình thủy lợi như đắp đê sông và đê biển cũng được tiến hành. Một số kênh ngòi được đào phục vụ cho nông nghiệp.
Người Việt bắt đầu biết áp dụng thâm canh tăng năng suất. Trải qua quá trình tăng vụ, chuyển vụ, người Việt đã biết trồng lúa 2 mùa trong 1 năm từ rất sớm, trong khi Trung Quốc vẫn chỉ có 1 vụ trong năm. Các sách sử Trung Quốc từ thời Hán đến thời Nam Tề đều gọi lúa chín 2 mùa là lúa Giao Chỉ. Do đó, sản lượng nông nghiệp ở Giao Chỉ khá cao.
Ngoài lúa, Giao Chỉ còn có các loại củ, cây bột đao, dâu, mía và các loại hoa quả. Mía Giao Chỉ được sách Di vật chí khen đặc biệt tốt và ngọt.
Nghề chăn nuôi chủ yếu là gà, vịt, bò, chó, lợn. Nghề ao thả cá chỉ là nghề phụ.
Sản xuất nông nghiệp phát triển tốt nhưng đồng thời sản phẩm của người bản địa cũng bị các triều đình phương Bắc vơ vét qua tô thuế nặng nề. Lượng thuế nông nghiệp mà nhà Hán thu từ đây được ghi nhận là 13,6 triệu hộc, nhiều hơn những vùng như Mân, Quảng, Điền, Kiềm.

## Thủ công nghiệp
Các nghề chính thời kỳ này là rèn sắt, đúc đồng để làm dụng cụ lao động, đồ dùng gia đình (bình, đỉnh, chậu, bát, chén, đĩa…) và vũ khí (kiếm, dao, kích, lao, mũi tên...)
Nghề gốm phát triển trên cơ sở tiếp thu kỹ thuật từ Trung Quốc. Kết quả khảo cổ cho thấy nhiều đồ tùy táng trong các ngôi mộ cổ thời kỳ này có đồ dùng thường ngày như bát, chén, đĩa, nậm, mâm, khay, nồi, chõ… hay đồ thờ như đỉnh, đèn, bình hương, thìa, đũa sành) và tượng thú. Người Việt sáng tạo ra đồ dùng xanh hai quai (trong khi Trung Quốc vốn chỉ có chảo), ống nhổ, bình gốm nạm hạt đá.
Sự phát triển của nghề làm gạch ngói phục vụ các công trình kiến trúc như thành quách, chùa tháp, mộ táng của các quan lại và phú hộ. Gạch xây vòm cuốn thường có hình múi bưởi; gạch lát thường tráng men, có ghi niên hiệu đời vua. Ngói chủ yếu là ngói ống có bịt một đầu, hình vân mây, hình cánh sen hoặc hình mặt nạ.
Hai nghề phụ phổ biến nhất là nghề dệt và đan lát. Người Việt biết dệt ra vải cát bá từ sợi bông, thêu chữ nhỏ và vải gai, vải đay. Ngoài ra người Việt còn dùng tơ chuối se lại dệt thành vải tiêu cát màu vàng nhạt, tuy dễ rách nhưng đẹp, sử cũ coi là vải đặc sản của Giao Chỉ. Một loại vải khác làm từ cây tre non, đem đập giập rồi ngâm lấy sợi dệt thành vải trúc sơ bố. Các loại vải nói trên đều được nhuộm thành nhiều màu khác nhau.
Người Việt biết dùng mía nấu mật làm đường, gọi là thạch mật. Lúc đó người Trung Quốc chưa biết làm đường bằng mía nên thạch mật của Giao châu trở thành cống phẩm quý cho triều đình nhà Hán.
Người Việt còn được tiếp thu nghề làm giấy của Trung Quốc và tìm tòi, khai thác nguồn nguyên liệu từ địa phương như gỗ trầm, rêu biển để tạo ra những loại giấy tốt. Nghề chế tạo thủy tinh tiếp thu kỹ thuật từ Ấn Độ truyền tới qua phương Nam. Bên cạnh đó, những ngành thủ công nghiệp khác cũng phát triển như mộc, sơn then, thuộc da, nấu rượu, làm đồ đá…
Sự phát triển thủ công nghiệp của Việt Nam thời kỳ này cũng bị kìm hãm do tác động của các triều đại cai trị phương Bắc. Họ bắt nhiều thợ thủ công giỏi về phục vụ xây dựng tại kinh đô khiến lực lượng sản xuất nghề này bị ảnh hưởng lớn.

## Thương mại
Trên cơ sở phát triển của thủ công nghiệp và nông nghiệp, thương mại cũng phát triển từng bước.
Ngoài hệ thống sông ngòi tự nhiên, hệ thống đường sá hình thành qua nhiều năm cũng góp phần thúc đẩy hoạt động thương mại. Nhiều thương nhân người Hoa sang Giao châu sinh sống cũng đẩy mạnh việc buôn bán. Tại những khu trung tâm chính trị có nhiều người Hán sinh sống như Liên Lâu, Long Biên, các chợ hình thành. Có các chợ huyện, chợ quận, chợ châu.
Các thư tịch cổ Trung Quốc nói rằng các nước phương Nam và phương Tây muốn đến Trung Quốc đều phải đi theo con đường Giao Chỉ. Từ thời Hán, thuyền buôn các nước Java, Myanmar, Ấn Độ, Parthia (Ba Tư), La Mã đều qua Giao Chỉ và coi đây là như một trạm dừng chân quan trọng để đến Trung Quốc. Sang thời Nam Bắc triều, thuyền các nước này và các tiểu quốc bờ biển Sumatra, Sri Lanka,… đều qua lại buôn bán với các quận Giao Chỉ, Cửu Chân, Nhật Nam.
Theo ghi chép của sử sách Trung Quốc, các giao dịch giữa Giao châu và các nước bên ngoài diễn ra trong nhiều năm: với nước Thiện các năm 97, 130, 132; với xứ Java năm 132; với Ấn Độ năm 159, 161. Theo ghi chép của Hậu Hán thư, Vương quốc Parthia mua tơ lụa từ đất triều Hán bán lại cho đế quốc La Mã lãi rất cao. Triều đình La Mã muốn sai sứ giao thương với triều đình nhà Hán nhưng Parthia cố ngăn trở không cho người La Mã tiếp cận để mua hàng trực tiếp của Đại Hán. Năm 166, Hoàng đế La Mã là Marcus Aurelius sai sứ theo đường từ Nhật Nam đến dâng ngà voi, sừng tê, đồi mồi cho nhà Hán để đặt quan hệ. Đó là lần đầu tiên đế quốc La Mã thông với Trung Quốc, qua quận Nhật Nam thuộc lãnh thổ Việt Nam ngày nay.
Việc buôn bán ở Giao Châu hầu hết do người Hoa khống chế. Các triều đại Trung Quốc cũng có chính sách đánh thuế thương mại với các tàu thuyền buôn của nước ngoài rất nặng. Sách Ngô thư nêu một trường hợp quan lại quận Giao Chỉ và quận Nhật Nam đánh thuế lấy tới hơn nửa số hàng trên thuyền buôn, do đó các thuyền buôn rất oán hận.